# Midia midas
Midia midas (Simon, 1884) è un ragno appartenente alla famiglia Linyphiidae.
È l'unica specie nota del genere Midia.

## Distribuzione
La specie è stata rinvenuta in Europa, nelle seguenti nazioni: Inghilterra, Francia, Danimarca, Repubblica Ceca, Polonia e Romania.

## Tassonomia
Dal 1995 non sono stati esaminati altri esemplari, né sono state descritte sottospecie al 2012.

### Specie sinonime
- Midia carri (Jackson, 1913); trasferita dal genere Lepthyphantes Menge, 1866 e posta in sinonimia con M. midas (Simon, 1884) a seguito di un lavoro di Crocker del 1979, quando aveva la denominazione Lepthyphantes midas.[2].